# Большеталовское сельское поселение
Большеталовское сельское поселение — муниципальное образование в Зерноградском районе Ростовской области. 
Административный центр поселения — хутор Большая Таловая.

## Административное устройство
В состав Большеталовского сельского поселения входят:
- хутор Большая Таловая,
- хутор Красные Лучи,
- хутор Попов,
- хутор Пятая Сотня.

## Население
| 2010  | 2012  | 2013  | 2014  | 2015  | 2016  | 2017  |
| ----- | ----- | ----- | ----- | ----- | ----- | ----- |
| 1381  | ↘1326 | ↘1306 | ↘1287 | ↘1250 | ↘1216 | ↘1199 |
| 2018  | 2019  | 2020  | 2021  |       |       |       |
| ↘1180 | ↘1133 | ↘1129 | ↘1101 |       |       |       |